# Dilophus lucidus
Dilophus lucidus är en tvåvingeart som först beskrevs av Hardy 1948.  Dilophus lucidus ingår i släktet Dilophus och familjen hårmyggor.
Artens utbredningsområde är Uganda. Inga underarter finns listade i Catalogue of Life.